# Nazimaruttaix
Nazimaruttaix o Nazi-Maruttaš va ser fill i successor de Kurigalzu II com a rei cassita de Babilònia, d'Accàdia, del País de la Mar i de Khana, segons diu la Llista dels reis de Babilònia. Va regnar a finals del segle xiv aC i principis del segle xiii aC
Va lluitar contra Assíria envaint el país de Namri, a l'est de Nippur i al nord d'Elam, a la zona d'influència assíria, però el rei Adadnirari I que va regnar probablement entre el 1295 aC i el 1275 aC, el va derrotar capturant el seu campament i estendards, i li va imposar un tractat organitzant els límits, que s'ha conservat, on es detalla amb molta precisió la línia de frontera i que va ser complementat amb la col·locació d'esteles i senyals.
El va succeir Kadaixmanturgu, probablement el seu fill.